# Оттер-Крік Тауншип (округ Мерсер, Пенсільванія)
Оттер-Крік Тауншип (англ. Otter Creek Township) — селище (англ. township) в США, в окрузі Мерсер штату Пенсільванія. Населення — 523 особи (2020).

## Демографія
Згідно з переписом 2010 року, у селищі мешкало 589 осіб у 225 домогосподарствах у складі 171 родини. Було 245 помешкань
Расовий склад населення:
| - 97,8 % — білих - 0,8 % — чорних або афроамериканців |

До двох чи більше рас належало 1,2 %. Частка іспаномовних становила 0,7 % від усіх жителів.
За віковим діапазоном населення розподілялося таким чином: 25,3 % — особи молодші 18 років, 59,4 % — особи у віці 18—64 років, 15,3 % — особи у віці 65 років та старші. Медіана віку мешканця становила 44,0 року. На 100 осіб жіночої статі у селищі припадало 109,6 чоловіків;  на 100 жінок у віці від 18 років та старших — 109,5 чоловіків також старших 18 років.
Середній дохід на одне домашнє господарство  становив 58 271 долар США (медіана — 52 321), а середній дохід на одну сім'ю — 65 977 доларів (медіана — 56 563). Медіана доходів становила 36 250 доларів для чоловіків та 31 750 доларів для жінок. За межею бідності перебувало 5,1 % осіб, у тому числі 1,9 % дітей у віці до 18 років та 7,9 % осіб у віці 65 років та старших.
Цивільне працевлаштоване населення становило 273 особи. Основні галузі зайнятості: освіта, охорона здоров'я та соціальна допомога — 25,3 %, виробництво — 24,5 %, транспорт — 12,1 %, роздрібна торгівля — 8,4 %.